# Blarinella quadraticauda
Blarinella quadraticauda är en däggdjursart som först beskrevs av Milne-Edwards 1872.  Blarinella quadraticauda ingår i släktet Blarinella, och familjen näbbmöss. IUCN kategoriserar arten globalt som nära hotad. Inga underarter finns listade i Catalogue of Life.
Denna näbbmus förekommer i centrala Kina. Arten vistas i bergstrakter mellan 1500 och 3000 meter över havet. Habitatet utgörs av olika slags skogar.
Blarinella quadraticauda blir 60 till 75 mm lång (huvud och bål), har en 30 till 40 mm lång svans och en ganska kraftig kropp som gör den lämplig för ett delvis underjordiskt liv. Pälsen på ovansidan har en gråbrun färg, ibland med silvergrå skugga och på undersidan finns lite ljusare päls. Fingrar och tår är utrustade med stora klor. Alla utskott från kroppen som armar och ben är små.